# پیرزه
پیرزه( به لاتین: Pirəzə) یک منطقه مسکونی در جمهوری آذربایجان است که در شهرستان آق‌داش واقع شده است. پیرزه ۱۴۶۱ نفر جمعیت دارد.